# The Girl in the Other Room
The Girl in the Other Room är jazzsångerskan och pianisten Diana Kralls åttonde album. För första gången framför hon sånger som hon skrivit tillsammans med sin make Elvis Costello.

## Låtlista
Låtarna är skrivna av Diana Krall och Elvis Costello om inget annat anges.
1. Stop This World (Mose Allison) – 3:59
2. The Girl in the Other Room – 4:05
3. Temptation (Tom Waits) – 4:28
4. Almost Blue (Elvis Costello) – 4:05
5. I've Changed My Address – 4:48
6. Love Me Like a Man (Chris Smither) – 5:49
7. I'm Pulling Through (Arthur Herzog Jr/Irene Kitchings) – 4:03
8. Black Crow (Joni Mitchell) – 4:49
9. Narrow Daylight – 3:33
10. Abandoned Masquerade – 5:11
11. I'm Coming Through – 5:08
12. Departure Bay – 5:40

## Medverkande
- Diana Krall – sång, piano
- Peter Erskine – trummor (spår 1, 4, 7–12)
- Jeff Hamilton – trummor (spår 2, 5, 6)
- Terri Lyne Carrington – trummor (spår 3)
- Christian McBride – bas (spår 1, 3, 4, 7–12)
- John Clayton – bas (spår 2, 5, 6)
- Neil Larsen – Hammondorgel (spår 3)
- Anthony Wilson – gitarr

## Mottagande
Skivan fick ett gott mottagande när den kom ut med ett snitt på 3,9/5 baserat på fyra recensioner.

## Listplaceringar
| Lista (2004) | Topplacering |
| ------------ | ------------ |
| Sverige      | 4            |
| Norge        | 2            |
| Danmark      | 11           |
| Finland      | 28           |